# あわつまい
あわつ まい（1993年12月5日 - ）は、日本のモデル、女優、YouTuber。東京都小平市出身。フリーランス（業務提携：style office）。左利きである。AB型。弟はロックバンドshe said Hornyのアワツカイ。

## 略歴
高校生の頃から主に青文字系雑誌でモデルとして活動して、高校卒業後はファッションブランドのショップ店員としても働く。
2016年、舞台初主演を務めた。
2017年11月、SNSコンテンツ「ravi.me」のモデルに起用された。

## 人物
「あわつまい」は本名。漢字が難しいため、仕事では平仮名表記を用いている。
高校生からSNSを始めて、SNSの総フォロワー数は46万人を超えている。
趣味・特技は画像保存、洋服、インスタグラムをアップすること、編み物。

## 出演

### テレビ
- スニーカータイムズ ～Sneaker Timez～（WOWOW）
  - 「女子とスニーカー」
  - 「エアジョーダンを語りつくす！」

### CM
- カネボウ化粧品コフレドール「キセキノイチマイ」篇
- JR東海東京ブックマーク2016夏「シンプルプライス」篇
- バンダイナムコエンターテインメント「美少女戦士セーラームーン セーラームーンドロップス」、「ぐんぺい 花のカーニバル」篇
- 資生堂「dプログラム」
- USJ「セーラームーン」篇

### 映画
- まだ愛も知らない[15]
- 雨とひかり

### 舞台
- 神山演劇企画「戯曲乙女〜LiesandTruth〜[16]」（2016年4月29日 - 5月1日、渋谷 G-style cafe） - 小嶋百合 役
- img x ナナシノ()「綻び踏んで笑えたら[17]」（2016年10月14日 - 23日、中野HOPE） - W主演 アンナ 役
- img Pre2「放課後に星はみえるか[18]」（2017年2月15日 - 20日、中野・テアトルBONBON） - 汐萌絵 役
- ナナシノ()「一時間後の、僕。[19]」（2017年3月22日 - 26日、上野ストアハウス） - 幾井花枝 役
- 私立ルドビコ女学院「イバラヒメ[20]」（2017年9月2日 - 6日、中目黒ウッディシアター） - 三浦衣兎 役
- ルドビコ「OTHELLO-オセロ- 〜青い薔薇と緑の炎〜[21]」（2017年12月15日 - 25日、） - ビアンカ 役
- アサルトリリィ×私立ルドビコ女学院×人狼TLPT「未来への十字架[22]」（2018年2月7日 - 12日、新宿村LIVE） - 主演 岸本・ルチア・来夢 役
- img「The Entertainer〜新しき旗〜[23]」（2018年3月1日 - 5日、シアターグリーンBIG TREE THEATER） - マリ役
- アサルトリリィ×私立ルドビコ女学院「白きレジスタンス〜約束の行方〜[24]」（2018年9月21日 - 27日、シアターグリーンBIG TREE THEATER） - 主演 岸本・ルチア・来夢 役
- アリスインプロジェクト「Dance! Dance! Dance! オルタナティブ[25]」（2019年2月9日 - 17日、シアターKASSAI） - 大覚寺冴子 役
- ピウス企画「プレイルーム[26]」（2019年5月15日 - 19日、シアターKASSAI） - 布田悠子 役
- 東京印公演「TIME TRAIN〜さよならの向こう側〜2019」（2019年6月19日 - 23日、中野・テアトルBONBON） - 主演 小春 役
- アサルトリリィ×私立ルドビコ女学院「白きレジスタンス〜真実の刃（やいば）〜[27]」（2019年11月29日 - 12月3日、新宿村LIVE） - 主演 岸本・ルチア・来夢 役
- 放課後ビアタイム×img「文化祭スクランブル[28]」（2019年12月18日、シアターグリーンBIG TREE THEATER） - 日替わりゲスト
- ブシロード「アサルトリリィ League of Gardens[29]」（2020年1月9日 - 15日、新宿FACE） - 川村楪 役
- ピウス企画「ライフメイカー[30]」（2020年3月13日 - 22日、シアターKASSAI） - 小早川英利 役
- ブシロード「アサルトリリィThe Fateful Gift[31]」（2020年9月3日 - 13日、東京建物Brillia HALL） - 川村楪 役
- ピウス企画「オールドメイド」（2020年11月26日 - 12月6日、中野・ザ・ポケット） - 桐原六花 役[32]
- ピウス企画「虚言癖倶楽部[33]」Bチーム（2021年1月6日 - 17日、シアターKASSAI） - ヒロイン 倉島典子 役[34]
- アサルトリリィ×私立ルドビコ女学院「シュベスターの祈り[35]」（2021年5月28日 - 6月6日、シアターグリーン BIG TREE THEATER） - 岸本・マリア・未来 役[36]
- ピウス×アゾンインターナショナル「アサルトリリィ・御台場女学校編 -The Singular Ability-[37]」（2021年8月20日 - 29日、紀伊國屋ホール） - 川村楪 役
- アサルトリリィ×私立ルドビコ女学院「シュベスターの秘密」（2021年10月15日 - 24日、中野・ザ・ポケット） - 岸本・マリア・未来 役[38]
- アドアド『エターナルメロディ～終わらない歌を少女はうたう～』（2022年8月11日 - 14日、コフレリオ新宿シアター）
  - 「いつか出会う歌」 - 寺林早紀 役
  - 「終わらない歌」 - 中森あゆみ 役
- Studio K'z「スーパーマンガ大戦MAX[39]」（2022年12月14日 - 18日、シアターKASSAI） - 葉月小夏 役
- ピウス×アゾンインターナショナル「アサルトリリィ・御台場女学校編 -The Battle to Overcome-」（2023年2月3日 - 11日、スペース・ゼロ） - 川村楪 役
- 舞台版「少年秘密倶楽部 - 零 -」（2023年4月27日 - 30日、シアターグリーン BOX in BOX THEATER） - アシビ 役[40]
- T-ZONE×BS-TBS「モグリ〜潜水艦でGO〜」（2023年5月24日 - 28日、赤坂RED/THEATER）
- ILCA×HIKE×アリスインプロジェクト「降臨SOUL[41]」（2023年11月23日 - 12月3日、中目黒キンケロシアター） - 明池蜜子 役
- 純愛異形綺譚「刻め、我ガ肌ニ君ノ息吹ヲ 2024」（2024年6月12日 - 16日、俳優座劇場） - 静 役[42]
- ピウス「アサルトリリィ・御台場女学校-The Snowdrop-」（2024年8月1日 - 11日、紀伊國屋サザンシアター TAKASHIMAYA） - 川村楪 役[43]
- ILCA×HIKE×アリスインプロジェクト「降臨SOUL～風燐火斬～」（2024年9月25日 - 29日、六行会ホール） - 明池蜜子 役[44]
- ピウス「アサルトリリィ・イルマ女子美術高校」-The Bond with the White Rose-（12月5日 - 15日、こくみん共済coopホール／スペース・ゼロ） - 岸本・マリア・未来 役
- img「放課後に星はみえるか」（2025年2月22日・24日、CBGKシブゲキ!!） - 汐萌絵 役[45]
- 舞台「アンダースタディ」（2025年4月16日 - 20日、シアター・アルファ東京） - 主演 藤崎結⾐ 役[46]
- ILCA×HIKE×アリスインプロジェクト「降臨SOUL～是非ニ及バズ～」（2025年5月21日 - 25日、六行会ホール） - 明池蜜子 役[47]
- Studio K'z「スーパーマンガ大戦 THE NEXT[48]」（2025年6月28日 - 29日、シアター風姿花伝） - 葉月小夏 役[49]
- 舞台「タタラの唄姫」（2025年7月19日 - 27日、シアター・アルファ東京） - 三味風香 役[50]

### ゲーム
- アサルトリリィ Last Bullet（2022年、川村楪[51]）

### MV
- フレデリック「オワラセナイト」[52]（2015年）
- ドレスコーズ「スローガン」[53]（2015年）
- ドラマチックアラスカ「人間ロック」[54]（2016年）
- イロムク「三枚目」[55]（2016年）
- イロムク「二重瞼、一重になる」[56]（2016年）
- Sky's The Limit「You Got The Power!!」[57]（2017年）
- TOKYO HEALTH CLUB「TAXI」[58]（2017年）
- 村上佳佑 「美しい人」(2017年)
- alcott「予報外れのラブソング」(2018年)
- NSTINDANCETON 「Tiny Christmas Rock」(2018年)
- ASCA「凛」[59]（2018年）

### 写真集
- 『ハートブレイク』（2018年8月10日)
- 『プレイバック』（2020年12月5日)
- 『あわつの白と黒』（2022年9月10日)
- 『30』

### デジタル写真集
- 『あわつの日常』（講談社、2018年4月27日）[60]